# ماسا فیسکالیا
ماسا فیسکالیا (به ایتالیایی: Massa Fiscaglia) یک منطقهٔ مسکونی در ایتالیا است که در استان فرارا واقع شده‌است. ماسا فیسکالیا ۵۷٫۹ کیلومتر مربع مساحت و ۳٬۷۸۱ نفر جمعیت دارد و ۲ متر بالاتر از سطح دریا واقع شده‌است.